# Baadur Jobava
Baadur Jobava (tiếng Gruzia: ბაადურ ჯობავა; sinh 26 tháng 11 năm 1983) là một đại kiện tướng cờ vua người Gruzia. Anh từng hai lần giành huy chương vàng cá nhân ở các Olympiad cờ vua, hai lần giành huy chương bạc ở các giải vô địch cá nhân châu Âu, ba lần vô địch quốc gia.

## Sự nghiệp

### Giải vô địch quốc gia
Ở các Giải vô địch cờ vua Gruzia Jobava từng ba lần vô địch vào các năm 2003, 2007 và 2012.

### Giải vô địch châu Âu
Tại Giải vô địch cờ vua cá nhân châu Âu được tổ chức từ năm 2000, Jobava là kỳ thủ giành được nhiều huy chương nhất với 4 chiếc (2 bạc 2 đồng) nhưng lại chưa lần nào lên ngôi vô địch.
Năm 2009, anh kết thúc giải đấu là một trong 11 kỳ thủ dẫn đầu với 8/11 điểm. 11 kỳ thủ này thi đấu cờ nhanh 4 vòng loại trực tiếp để chọn ra nhà vô địch. Jobava thắng hai vòng đầu trước Kobalia và Sokolov, tuy nhiên thất bại ở bán kết trước Tomashevsky, nhà vô địch giải đấu. Anh thắng trận tranh hạng ba trước Inarkiev và giành huy chương đồng.
Năm 2010, Jobava đạt 8,5/11 điểm, kém nhà vô địch Nepomniachtchi nửa điểm, giành huy chương bạc khi hơn hệ số phụ với kỳ thủ đồng điểm Timofeev. Năm 2016, Jobava đạt 8/11 điểm, kém nhà vô địch Inarkiev một điểm, giành huy chương đồng khi có hệ số phụ cao nhất nhóm 8 điểm. Năm 2017, anh giành tấm huy chương thứ tư khi cùng 8,5/11 điểm với Matlakov và Fedoseev nhưng hệ số phụ chỉ xếp thứ hai sau Matlakov, giành huy chương bạc.

### Giải vô địch thế giới
Tại các giải đấu thuộc hệ thống Giải vô địch thế giới, Jobava lần đầu tiên tham dự tại Giải vô địch cờ vua thế giới FIDE 2004. Ở giải này anh bị loại ngay từ vòng đầu tiên.
Tại các Cúp cờ vua thế giới, Jobava tham dự các năm 2005, 2009, 2011, 2013, 2017. Thành tích cao nhất của anh vào đến vòng ba. Tại các Grand Prix cờ vua, Jobava tham dự duy nhất tại Grand Prix cờ vua 2014-15. Tuy nhiên anh chỉ xếp hạng 14/16. Do không đạt thành tích nổi bật tại các giải trên nên Jobava chưa từng tham dự một vòng Candidates nào.

### Giải mời
Năm 2005, Jobava vô địch giải đấu có tên Samba Cup ở Đan Mạch. Tuy là người có Elo gần như thấp nhất giải, anh đạt 5,5/9 điểm, độc chiếm ngôi đầu, hơn nhóm thứ hai nửa điểm, xếp trên các kỳ thủ Elo trên 2700 tại thời điểm đó như Ivanchuk, Nisipeanu và vua cờ trong tương lai Carlsen.
Ở Grand Chess Tour 2017, Jobava là kỳ thủ mời ở giải đấu tại Leuven. Anh đã đạt một kết quả đáng quên là 0,5/9 điểm cờ nhanh và 0,5/9 điểm cờ chớp, tổng 1,5/27 điểm (cờ nhanh điểm hệ số 2) khi còn 9 vòng cờ chớp.

### Giải mở
Năm 2003, Jobava vô địch giải Dubai mở rộng với 7/9 điểm.
Năm 2006, Jobava vô địch giải mở uy tín Aeroflot mở rộng khi đạt 6,5/9 điểm, bằng điểm với ba kỳ thủ Bologan, Sasikiran, Mamedyarov, nhưng hơn hệ số phụ.

### Đồng đội
Jobava khoác áo đội tuyển Gruzia dự Olympiad cờ vua liên tục từ năm 2000, chỉ vắng mặt năm 2012, tổng cộng 8 lần. Tại Olympiad Calvia 2004, anh ngồi bàn 4, đạt 8,5/10 điểm và hiệu suất thi đấu Rp = 2842, giành cả huy chương vàng bàn 4 cùng giải nhất cho kỳ thủ có Rp cao nhất. Tại Olympiad 2010, anh đánh bại số 1 thế giới Magnus Carlsen trong trận đấu gặp Na Uy. Tại Olympiad Baku 2016, Jobava giành huy chương vàng bàn 1 với Rp=2926.

## Gia đình
Jobava đã lập gia đình, vào thời điểm 2012 đã có một con gái là Izabela. Em trai anh, Beglar Jobava, cũng là một kỳ thủ, đạt danh hiệu kiện tướng quốc tế. Tuy nhiên Beglar đã ngừng thi đấu chuyên nghiệp từ 2010.